# Samuel J. Wilkin

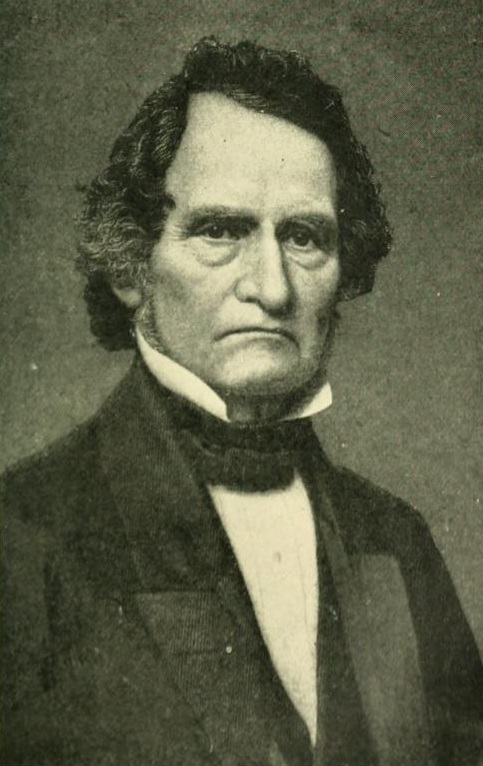
Samuel J. Wilkin

Samuel Jones Wilkin (* 17. Dezember 1793 in Goshen, Orange County, New York; † 11. März 1866 ebenda) war ein US-amerikanischer Politiker.

## Werdegang
Samuel Jones Wilkin, Sohn des US-Abgeordneten James W. Wilkin, graduierte 1812 am Princeton College. Er studierte Jura, bekam 1815 seine Zulassung als Anwalt und begann dann in Goshen zu praktizieren. Wilkin saß in den Jahren 1824 und 1825 in der New York State Assembly. Politisch gehörte er der Anti-Jacksonian-Fraktion an. Bei den Kongresswahlen des Jahres 1830 wurde Wilkin im sechsten Wahlbezirk von New York in das US-Repräsentantenhaus in Washington, D.C. gewählt, wo er am 4. März 1831 die Nachfolge von Samuel W. Eager antrat. Er schied nach dem 3. März 1833 aus dem Kongress aus. Nach der Gründung der Whig Party schloss er sich dieser an und kandidierte 1844 erfolglos für das Amt des Vizegouverneurs von New York. Dann saß er in den Jahren 1848 und 1849 im Senat von New York. 1850 war er als Kanalgutachter (canal appraiser) tätig. Er starb am 11. März 1866 in Goshen und wurde auf dem Slate Hill Cemetery beigesetzt.